# 귀 (2010년 영화)
"귀"는 2010년에 개봉한 대한민국의 영화이다.

## 캐스팅
鬼소년
- 이태리 : 박철민 역
- 최혜경 : 한서희 역
- 이풍운 : 이재환 역
- 김기환 : 정호철 역
- 박원상 : 한문선생님 역
- 박길수 : 국사선생님 역
- 임지민 : 선영 역
- 이상홍 : 남자유령 역
- 정희진 : 여자유령 역
- 김형민 : 아이유령 역
- 홍상우 : 점집손님 역
- 최주봉 : 외할아버지 역 (특별출연)

내곁에 있어줘
- 김꽃비 : 남희 역
- 신지수 : 소영 역
- 홍종현 : 재영 역
- 강인아 : 희연 역
- 이영숙 : 담임 역
- 박보은 : 영어선생님 역
- 이정현 : 체육선생님 역
- 손인전 : 고양이학생 역
- 한민미 : 고양이학생 역
- 권혜영 : 학생들 역
- 김수정 : 학생들 역
- 김조영현 : 학생들 역
- 안여진 : 학생들 역
- 안정민 : 학생들 역
- 이보람 : 학생들 역
- 이성현 : 학생들 역
- 이은희 : 학생들 역
- 정슬기 : 학생들 역
- 차태영 : 학생들 역
- 정희진 : 아린 역

부르는 손
- 한예리 : 란 역
- 한지은 : 은지 역
- 정인영 : 아림 역
- 이채은 : 혜령 역
- 김민경 : 소녀귀신 / 지영 /여선배 (목소리)  역
- 이종석 : 백현욱 역
- 이제훈 : 김세영 역
- 정민영 : 명진 역
- 박영운 : 용상 역
- 황보란 : 영성 역
- 김희연 : 성현 역
- 서하나 : 소녀 친구들 역
- 강이슬 : 소녀 친구들 역
- 송슬기 : 소녀 친구들 역
- 권효 : 선생님 역
- 황병국 : 학생주임 역 (우정출연)

네 이름을 말해봐
- 변준석 : 남학생 역
- 배수빈 (우정출연)
- 남지현 (우정출연)